# 杰巴利采沃
德巴利采韋（羅馬化：Debaltseve，發音：[deˈbɑlʲt͡sewe] ⓘ），又譯傑巴利采韋，或按俄語名譯傑巴利采沃，法理上是乌克兰东部顿涅茨克州霍尔利夫卡区德巴利采韋市鎮内的城市及该市镇的行政中心，事实上为俄罗斯「頓涅茨克人民共和國」的直辖市。該市距離首府頓涅茨克74公里，始建於1878年，面積24.31平方公里，海拔高度308米，2022年人口数量为24,209人。

## 歷史
2015年1月，杰巴利采沃战役爆发。2月6日，乌克兰军队与頓巴斯親俄武裝双方商定当天临时停火8小时，以便为撤离该市的居民开辟绿色通道。乌克兰顿涅茨克州政府新闻负责人称，虽然地方政府努力劝说民众离开该市，但撤离平民的工作完全在自愿的基础上进行。顿涅茨克人民共和国国防部副部长爱德华·巴苏林称，撤离该市的平民可以自己选择前往何地，即去往乌政府军控制的巴赫穆特市，还是去往亲俄武装控制的顿涅茨克市。
2月11日，乌军总参谋部发言人称，该市郊外的乌军阵地当天凌晨遭到亲俄武装炮击，有19名军人在炮击中丧生，另有78名军人受伤，伤者都已被送入医院治疗。
2月12日，德国、法国、乌克兰和俄罗斯四国领导人在白俄罗斯首都明斯克达成新明斯克協議，同意15日起在乌克兰东部实施全面停火。但就在15日当天，乌克兰“反恐行动”新闻中心发布通报称，亲俄武装破坏停火协议，当天炮击乌政府军阵地达60多次，其中大部分炮击发生在该市附近。根据掌握的情报，亲俄武装企图夺取该市。
2月17日，乌军总参谋部新闻局通报称，亲俄武装在大炮和装甲车辆的火力支援下攻打该市，部分城区已被占领，巷战正在进行。而亲俄武装称已控制该市大部分地区，乌政府军仅控制城西部分地方，市内有300多名乌克兰守军主动投降。但随后乌军总参谋部驳斥了这个说法，称关于乌克兰军人在该市大批投降的消息不符合事实，这是企图制造恐慌情绪的挑衅行为。
2月18日，乌克兰总统彼得罗·波罗申科宣布，乌政府军已经完成预定任务撤离该市，并不存在政府军在该市被包围的情况。随后，乌军第一副总参谋长沃罗比约夫称，自15日零时停火协议生效以来，发生在该市的战斗造成乌克兰军人22人死亡、158人受伤。他还称，乌军从该市共撤出2475名乌克兰军人，其中6人在撤出过程中被亲俄武装打死。另外，乌克兰军方从该市撤走200件重武器，包括15辆坦克和50辆步兵装甲战车。

## 当地名人
- 鲍里斯·谢尔比纳：苏联政治人物、工程师，曾任苏联部长会议副主席、石油和天然气工业建设部部长等职。

## 图集

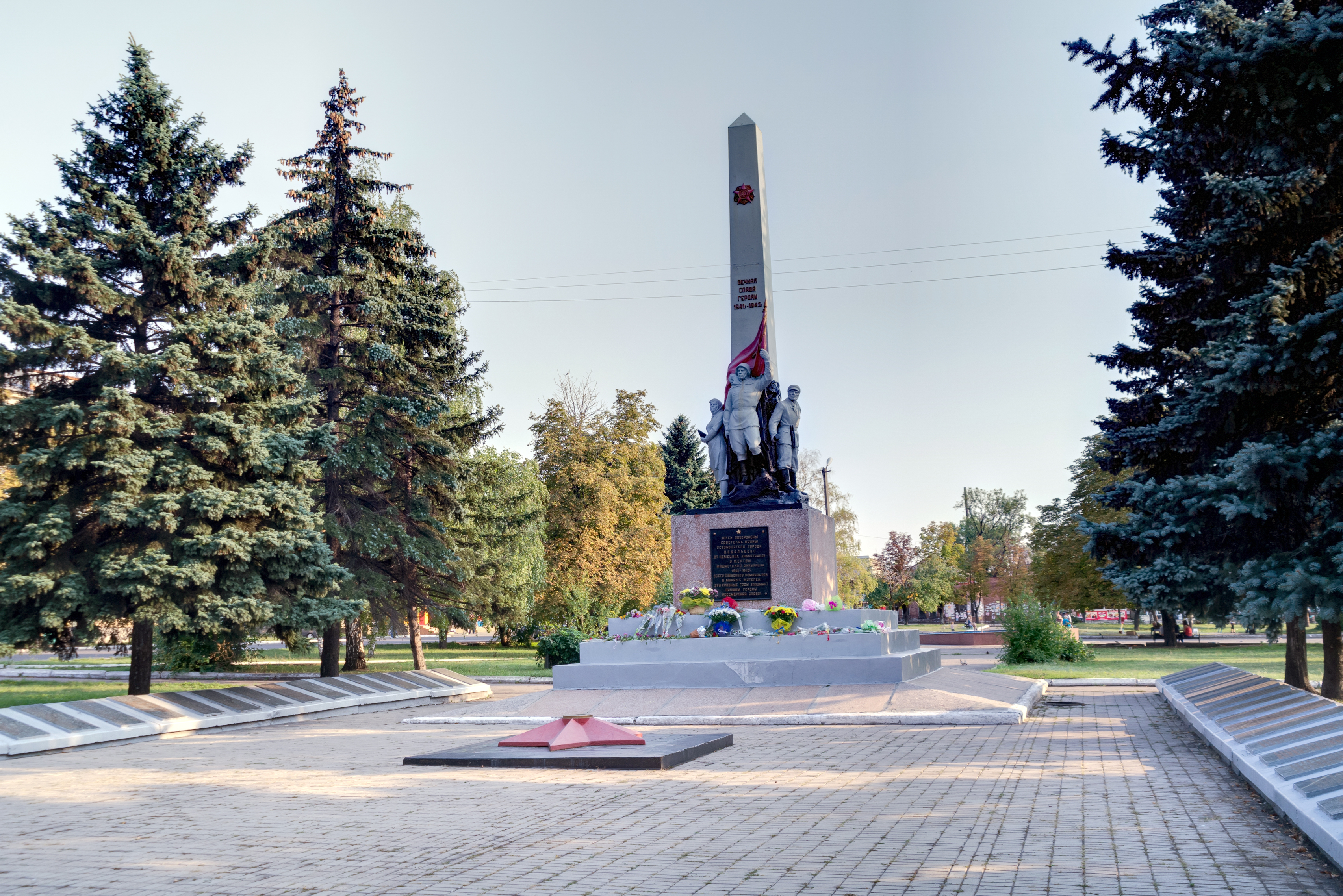